# Hans Herbert Götz
Hans Herbert Götz (* 29. Januar 1921 in Düsseldorf; † 14. November 1999 in Berlin) war ein deutscher Wirtschaftsjournalist und -publizist.

## Leben
Götz wurde als Sohn eines Opernsängers geboren und wollte ursprünglich Musiker werden. Er absolvierte eine kaufmännische Lehre und arbeitete in der Industrie. Danach studierte er Nationalökonomie u. a. bei Walter Eucken an der Albert-Ludwigs-Universität Freiburg und wurde 1949 wurde an der Rechts- und Staatswissenschaftlichen Fakultät mit der Dissertation Die berufsständisch selbstverwaltete Wirtschaft als ökonomisches und ordnungspolitisches Problem zum Dr. rer. pol. promoviert.
1949 begann er seine journalistische Karriere in der Wirtschaftsredaktion der Frankfurter Allgemeinen Zeitung (FAZ) in Frankfurt am Main. Später war er für diese in Bonn tätig. 1963 wurde er Korrespondent für Fragen des Gemeinsamen Marktes/EWG in Brüssel und 1975 Korrespondent der FAZ (mit Akkreditierung in der DDR) in West-Berlin. Reisen führten ihn durch die ganze Welt u. a. in die Sowjetunion, nach Australien und in die USA (u. a. drei Studienreisen).
Er war in seiner Arbeit geprägt durch den Ordoliberalismus der Freiburger Schule.
Götz war verheiratet und Vater von vier Kindern.

## Auszeichnungen
- 1964: Cortina-Ulisse-Preis (Italien)[3]
- 1980: Ludwig-Erhard-Preis für Wirtschaftspublizistik[5]

## Schriften (Auswahl)
- Europäische Agrarpolitik auf neuen Wegen (= Schriftenreihe zum Handbuch für europäische Wirtschaft. Sonderheft 3). Lutzeyer, Baden-Baden u. a. 1959.
- Weil alle besser leben wollen ... Porträt der deutschen Wirtschaftspolitik. Econ Verlag, Düsseldorf u. a. 1963.
- Manager zwischen Marx und Markt. Generaldirektoren in der DDR. Herder, Freiburg im Breisgau 1988, ISBN 3-451-08592-5.
- Honecker – und was dann. 40 Jahre DDR. Busse Seewald, Herford 1989, ISBN 3-512-00951-4.